# Фото форум
„Фото форум“ е името на български уебсайт за фотография. В него фотолюбители и професионалисти могат да споделят, показват своите и обсъждат своите и чужди снимки и да участват в конкурсите, организирани от сайта.
Освен галериите със снимки във „Фото форум“ има ревюта на фотоапарати и обективи, форум и базар за покупко-продажба на употребявана техника.

## История
Сайтът е създаден от Александър Петров, Бони Бонев и Георги Величков и започва официално да работи на 30 юли 2003 г. Те са едни от инициаторите на Българското фотографско Интернет общество през 2002 г. Тогава е организирана и първата клубна изложба с подкрепата на Юрий Трейман в клуб „Папараци“. Тя е открита от доц. Петър Абаджиев. От тогава „Фото форум“ е организатор на много други фотографски конкурси и изложби със снимки на авторите, публикуващи в него. Особено в първите години от съществуването на проекта, потребителите се срещат на ежеседмични неформални сбирки, където споделят свои впечатления и общуват помежду си.

## Партньори
„Фото форум“ партнира с основни фотографски списания в периода 2003 – 2009 – сп. „Одисей“, сп. „ФО“, сп. „Digital photo & Video“, сп. „Удоволствието да снимаш“, както и с други организации – Фотоваканция, Фотофиеста, БГ Прес Фото, Метромедия, Столична община и Ретро Радио.

## Конкурси
Някои от темите на проведените във „Фото форум“ конкурси и последвали изложби са: Снимка по песен, Една нощ в Пловдив, Скрита камера, Един миг от живота, Всичко е любов

## Награди
Фото Форум е два пъти носител на престижната награда „БГ Сайт“. През 2004 г. в категория „Общности“ и през 2005 г. в „Изкуства“.

## Дейност
„Фото форум“ е съорганизатор на ежегодния конкурс Lumix Awards за България, като издава и книжни каталози с номинираните 100 най-добри снимки. Две поредни години организира големи пролетни фестивали на морето, с по над 300 участници. На тези пленери са показани новости във фотографската техника, осигурени са лектории забавления и уъркшопове за участниците.
От 2006 година се провеждат фотографски курсове за начинаещи и напреднали във фотографското студио.
През 2008 екипа на сайта написва, илюстрира и издаде фотографската книжка Малка книжка „На фокус“ – съвети към фотолюбителите как да правят по-добри снимки. Тази книга е развитие на идеята, създала електронната книга „Как да правим по-добри снимки с цифров фотоапарат“ през 2005 г.

## Статистика
Към 1 декември 2009 г. сайта има 87000 регистрирани потребителя. От тях автори със собствени снимки са 25600.
Ежедневно се показват около 550000 отделни страници при около 21000 отделни посетители, според статистиката на „Tyxo“.